# Новики (Пронский район)
Новики — деревня в Пронском районе Рязанской области. Входит в Тырновское сельское поселение

## География
Находится в юго-западной части Рязанской области на расстоянии приблизительно 3 км на северо-запад по прямой от районного центра города Пронск.

## История
Отмечалась еще на карте 1850 года как деревня с 18 дворами. В 1859 году здесь (тогда деревня Пронского уезда Рязанской губернии) было учтено 9 дворов.

## Население
Численность населения: 125 человек (1859), 16 (русские 100 %) в 2002 году, 3 в 2010.